# Echte zoetwaterspons
De echte zoetwaterspons (Ephydatia fluviatilis) is een sponssoort uit de familie  Spongillidae. Het lichaam van de spons bestaat uit kiezelnaalden en sponginevezels, en is in staat om veel water op te nemen. De wetenschappelijke naam van de soort werd gepubliceerd in 1759 door Carl Linnaeus.

## Beschrijving
De echte zoetwaterspons is een korstvormende spons die voorkomt in zoet en licht-brak water. Ze zijn wit, geel, roze of bruin gekleurd, maar in ondiep water kunnen ze door symbiotische algen een groen kleur krijgen. Ze kunnen oppervlakte van meerdere vierkante centimeters bedekken, waarbij vertakte sponzen wel een meter lang worden.

## Verspreiding
De echte zoetwaterspons komt algemeen voor in Europa en Canada, zowel in stilstaand als zacht stromend zoetwater. Het is een van de vijf soorten zoetwatersponzen die in Nederland voorkomt, waarbij alleen deze soort samen met de vertakte zoetwaterspons (Spongilla lacustris) algemeen zijn.